# 580 Dywizja Grenadierów Ludowych
580 Dywizja Grenadierów Ludowych (niem. 580. Volks-Grenadier-Division) – niemiecka dywizja z czasów II wojny światowej, sformowana na poligonie Gruppe w Prusach Wschodnich na mocy rozkazu z 26 sierpnia 1944 r., w 32 fali mobilizacyjnej w XI Okręgu Wojskowym.

## Struktura organizacyjna
1198., 1199. i 1200. pułk grenadierów, 1580. pułk artylerii, 1580. batalion inżynieryjny, 1580. dywizyjna kompania łączności, 1580. batalion przeciwpancerny, 1580. dywizyjne oddziały zaopatrzeniowe.

## Dowódca dywizji
- Generalleutnant Kurt Möhring.

## Szlak bojowy
Dywizja cały okres od sformowania przebywała w macierzystym okręgu wojskowym. Rozkazem z dnia 4 września 1944 roku została przemianowana na 276 Dywizję Grenadierów Ludowych i połączona z resztkami wykrwawionej 276 Dywizji Piechoty.